# SS-Verfügungstruppe

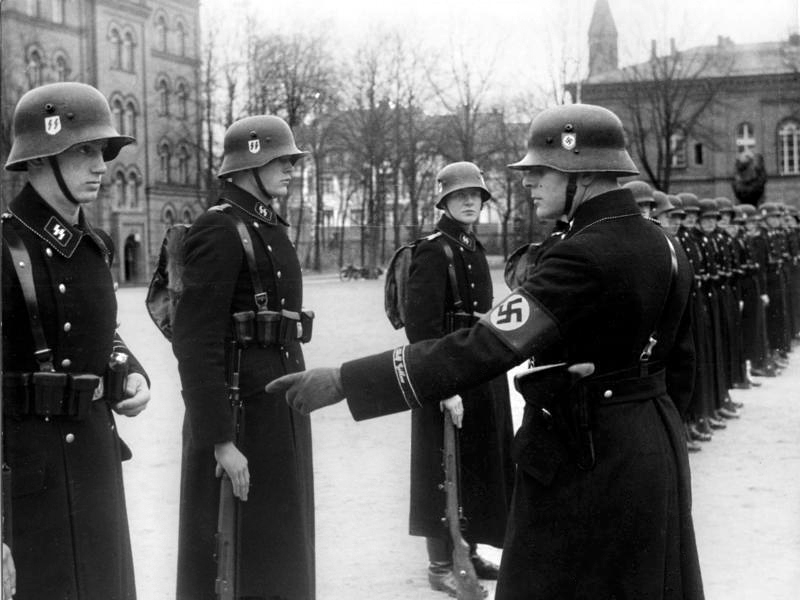
Revue des troupes à la caserne de la SS-Verfügungstruppe à Berlin, 22 novembre 1938

La SS-Verfügungstruppe (SS-VT), en français la « troupe SS à disposition », est formée en 1934 en tant que formation armée de la SS. Dès le déclenchement de la Seconde Guerre mondiale, la SS-VT est placée sous le commandement de la Wehrmacht.
La SS-VT devient le noyau de la Waffen-SS, officiellement créée le 2 mars 1940 par décret spécial d'Adolf Hitler. Le transfert de l'ensemble des unités de la SS-VT dans la Waffen-SS est officiellement confirmé par Hitler dans un discours du 19 juillet 1940 à Berlin. C'est la Waffen-SS qui sera en 1941 la première armée  au monde à créer un uniforme spécifique de combat, de couleur vert de gris moucheté noir, à la fois pour la vareuse comme pour le pantalon. La Waffen-SS regroupera en 1945 un effectif total de 36 divisions d'active d'infanterie et de blindés sur la quarantaine de prévue, et malgré la décision à la fin de la guerre de vouloir  créer la 39e, la 40e,la 41e , la 42e , la 43e , la 44e et la 45e divisions SS, qui ne verront jamais le feu  ; sur cet effectif, 29 divisions auront des engagés  qui ne sont ni Allemands ni Autrichiens.

## Historique
Les hommes de la SS-VT sont entraînés selon les règles de la SS et sont choisis parmi les volontaires qui ont accompli leur service d'une durée de six mois dans le Reichsarbeitsdienst (Service du travail du Reich). Après cette période du R.A.D., les jeunes Allemands devaient effectuer leur service militaire pour une durée de deux ans, à partir de la création de la Wehrmacht, en 1935. 
Les SS-Standarten der Verfügungstruppe (unités SS des troupes à disposition) voient le jour en automne 1934, lorsque ces nouvelles structures de la  SS se créent à partir des Politische Bereitschaften (unités d'alerte politiques) de Munich, Ellwangen, Arolsen, Hambourg et Wolterdingen et deviennent alors des unités de type régimentaire, copiées  au niveau  de leur organisation sur les Regimenten d'infanterie de l'armée allemande.
En 1937, ces troupes constituent la 1re division SS Leibstandarte SS Adolf Hitler. En tant qu'unités de type militaire, ayant reçu comme officiers instructeurs des officiers de l'armée régulière, dont certains ensuite demandent leur intégration dans les troupes armées de la S.S.,  les membres de la S.S.-VT adoptent alors l'uniforme " feldgrau", uniforme type de l'armée allemande, avec toutefois les insignes de grades et de fonctions spécifiques aux S.S. Pour toutes les cérémonies d'honneur, ils revêtent aussi la tenue spécifique des S.S., de couleur noire, avec le bandeau nazi, au bras gauche
Après l’Anschluss, en mars 1938, une nouvelle unité est alors créée à Vienne ; il s'agit de la Standarte  SS « Der Führer » qui voit le jour. Elle résulte de la fusion des unités Schutzstaffel germano-autrichiennes et de parties des Standarte  « Deutschland » et « Leibstandarte Adolf Hitler ».
AU 1 er octobre 1938, l'appellation " Standarten der SS-VT " n'est plus usitée et elle est remplacée par celle de  " SS-Regimentern ". Cette même année, 14 000 hommes composent la SS- Verfügungstruppe.
| Nom de régiment                 | Abréviation officielle | Siège               | Poste de supplément au sein de la Wehrmacht | Remarques |
| ------------------------------- | ---------------------- | ------------------- | ------------------------------------------- | --- |
| Leibstandarte SS Adolf Hitler   | LSSAH/LAH              | Berlin-Lichterfelde | Ergänzungsstelle I                          | Tous les candidats domiciliés dans les Wehrkreise I, II, III, IV et VIII. Mais également tous les candidats dans le Reich qui mesurent au moins 178 cm. |
| I. SS-Standarte Deutschland/VT  | 1. Sta Deutschland/VT  | Munich              | Ergänzungsstelle III                        | Tous les candidats domiciliés dans les Wehrkreise V, VII et XII.                                                                                        |
| II. SS-Standarte Germania/VT    | 2. Sta Germania/VT     | Hambourg-Veddel     | Ergänzungsstelle II                         | Tous les candidats domiciliés dans les Wehrkreise VI, IX, X et XI.                                                                                      |
| III. SS-Standarte Der Führer/VT | 3. Sta Der Führer/VT   | Vienne              | Ergänzungsstelle IV                         | Tous les candidats domiciliés dans l'Ostmark. |